# Sipiyəpart
Sipiyəpart è un comune dell'Azerbaigian situato nel distretto di Astara. Conta una popolazione di 616 abitanti.